# DF-17
Dongfeng-17, là hệ thống tên lửa đạn đạo di động tầm trung nhiên liệu rắn của Trung Quốc, được chế tạo nhằm mang phương tiện lượn siêu vượt âm DF-ZF (Wu-14) . DF-17 mang lại cho Trung Quốc lợi thế đáng kể so với các loại tên lửa đạn đạo thông thường hiện nay do quỹ đạo bay không thể đoán trước của phương tiện bay này.
DF-17 cùng với DF-ZF (en), đã chính thức được công bố tại lễ duyệt binh Ngày Quốc khánh vào ngày 1 tháng 10 năm 2019, trở thành hệ thống vũ khí siêu thanh đầu tiên của Trung Quốc đi vào hoạt động và là một trong những hệ thống vũ khí siêu thanh đầu tiên trên thế giới đi vào hoạt động, hoạt động ban đầu (IOC) (en).

## Mô tả
Dongfeng-17 sử dụng động cơ đẩy từ tên lửa đạn đạo tầm ngắn DF-16B đã đi vào hoạt động . Như vậy, bản thân thiết kế của tên lửa này không yêu cầu bất kỳ thay đổi lớn nào. Tuy nhiên, thay đổi lớn nhất là việc nó sử dụng phương tiện lượn siêu vượt âm để làm đầu đạn sau khi tách rời khỏi động cơ đẩy thay vì đầu đạn thông thường được tìm thấy trong các tên lửa đạn đạo và MIRV.

## Phát triển
Việc thử nghiệm các nguyên mẫu DF-17 đã được tiến hành vào năm 2014. Ít nhất đã có chín chuyến bay thử nghiệm được thực hiện từ tháng 1 năm 2014 đến tháng 11 năm 2017.
Chuyến bay thử nghiệm ngày 1 tháng 11 năm 2017 được phóng từ Trung tâm Phóng vệ tinh Jiuquan ở Nội Mông. Cuộc thử nghiệm diễn ra sau cuộc họp toàn thể đầu tiên của Đảng Cộng sản Trung Quốc của Đại hội Đảng lần thứ 19 vào tháng 10 .
Tên lửa chính thức được công bố trong lễ duyệt binh Ngày Quốc khánh vào ngày 1 tháng 10 năm 2019.

## Ý nghĩa chiến lược
Vào tháng 3 năm 2020, Bộ Quốc Phòng Hoa Kỳ đề xuất đẩy nhanh sự phát triển của các phương tiện bay siêu thanh có vũ trang (HGV) để bắt kịp với sự phát triển của Trung Quốc. Michael Griffin, cựu Bộ Trưởng Quốc Phòng về Nghiên Cứu và Kỹ Thuật, đã trình bày với Ủy Ban Dịch Vụ Vũ Trang Hạ Viện rằng Hoa Kỳ cần phát triển vũ khí siêu thanh "để cho phép chúng ta phù hợp với những gì đối thủ của chúng ta đang làm ."